# 현대엠엔소프트
현대엠엔소프트(영어: HYUNDAI MNSOFT)는 대한민국의 기업으로, 현대자동차그룹 계열사로 차량 인포테인먼트 글로벌 기업으로 성장하고 있다.
2021년 4월 1일 현대오트론과 함께 현대오토에버에 흡수합병되었다.

## 사업영역
1998년 12월에 설립된 현대엠엔소프트는 현대자동차그룹 내 내비게이션 소프트웨어, 고정밀 지도(HDMap), 위치기반서비스(LBS), 텔레매틱스(Telematics) 등
다양한 분야의 차량 인포테인먼트 전문 기업으로 1998년 12월에 설립되었다.

## 비전
Vehicle Infotainment Global Leader
"차량 인포테인먼트 글로벌 리더"

## 보유 기술

### 인포테이먼트 분야

#### 디지털 맵 제공
- 정밀 지도(HD MAP)
  - 정밀지도는 자율주행 시대를 앞당기는 중요한 열쇠  정밀 지도는 매우 정밀하게 구축된 차선, 신호등, 표지판 등 자율주행에 필요한 다양한 도로 컨텐츠로 구성되어 있으며 이를 바탕으로 안전한 자율주행을 지원
- ADAS 지도
  - ADAS(Advanced Driver Assistance System) 지도는 도로의 높이, 곡률과 경사에 대한 정보를 담고 있음. HDA(Highway Driving Assist) 및 NSCC(Navigation-based Smart Cruise Control) 등 자동차의 첨단 운전자 보조 기능이 정교하게 작동할 수 있도록 뒷받침 함
- 항법지도

#### 네비게이션 소프트웨어
- 현대 기아차 순정 네비게이션
- MAPPY (모바일 네비게이션)
- 해외 PIO 네비게이션
- 지니 (국내 AM 네비게이션)

### 커넥티비티 서비스
- 현대 기아차 GIS 서비스 제공
  - 현대자동차그룹의 커넥티비티 서비스인 ‘블루링크’, ‘UVO’, ‘제네시스 커넥티드 서비스’에 적용된 현대엠엔소프트의 내비게이션은 실시간 교통정보와 시간대 별 예측 교통정보에 기반한 최적의 경로를 탐색하여 제공
- 글로벌 위치기반 컨텐츠 제공
- 네비게이션 무선  업데이트 (OTA)제공
  - 네비게이션 자동 업데이트 서비스

### 자율주행용 지도 솔루션
- AD Eco System (Autonomous Driving Eco System)
  - 정밀지도 개발을 위한 플랫폼
- Red Box
  - 자율주행에 필요한 정밀지도를 생성하기 위한 데이터 수집 장치
- Map Auto Creation
  - MAC(Map Auto Creation)는 정밀지도를 자동으로 구축하기 위한 현대엠엔소프트의 자체 개발 기술이다. 딥 러닝(Deep Learrning)과 컴퓨터 비전(Computer Vision) SLAM(Simultaneous Localization and Mapping)기술을 기반으로, 전문 지도 조사 장비 및 크라우드 소싱(Crowd Sourcing)를 통해 수집한 데이터로부터 차선, 신호등, 표지판 등의 도로 위 객체들을 자동으로 인식하고 추출하여 정밀지도로 가공한다.
- 자율 발렛파킹용 주차장 정밀지도
- 드론 자율주행용 AIR SPACE 지도

### 데이터 플랫폼
- PLAYMAP

## 사회공헌 활동
현대엠엔소프트는 지리, 위치기반의 유비쿼터스 환경을 선도하는 기업으로서, 세상과 사람, 사람과 사람을 연결하여 따뜻한 디지털 세상을 만들어가기 위해 사회 구성의 기반인 가정이 지속적으로 행복할 수 있는 길을 찾아 갈수 있도록 기여하고자, 사회공헌활동을 시작하였다.

### 지속적인 사회공헌활동

#### LOVEMETER
현대 엠엔소프트에서는 우리나라의 많은 가장들이 녹내장, 백내장, 망막질환 등의 안과 질환으로 일상생활에 불편을 겪고 있으며, 그들 중 일부가 수술비 부족으로 치료를 미뤄 실명까지 이르게 되어서 가정의
생계까지 어려워지는 경우가 발생한다는 것을 파악하여, 이런 가장들에게 무료 개안수술을 지원함으로써 조금 더 밝은 세상을 만들어 가고자 노력하고 있다.
금액을 후원하는 제도가 아닌, '지니'나 '맵피'등의 제품에 대한 지도 업데이트나 지도개선요청 등 고객들의 댓글 참여로 러브메터 온도계의 온도를 높일 수 있으며, 사랑의 온도계인 러브메터의 온도를 높이면
현대엠엔소프트가 높아진 온도에 대한 금액만큼 우리 주변의 안과 질환으로 고생하고 있는 형편이 어려운 가정의 가장들에게 개안수술을 후원한다.

#### 실종가족찾기 캠페인
또한 현대엠엔소프트는 실종된 가족, 특히 실종된 어린아이를 찾는데도 기여하는 캠페인을 실시하고 있다.
홈페이지 내 게시판을 이용해 실종된 아이의 사진과 개인정보를 게시하여 고객들이 서로 공유할 수 있게 하였으며,
향후 현대엠엔소프트는 내비게이션을 통해 위치기반의 양방향 서비스를 활성화하면서, 실시간으로 실종 아동 정보를 노출하여 우리나라에 더 이상 실종 아동이 발생하지 않도록 하기 위해 노력하고 있다.

### 그 외 사회공헌활동 발자취
2007년 소원산타되기 프로젝트: 현대엠엔소프트는 2007년 고객들의 관심과 성원에 대한 고마운 마음을 담아 어린이재단과 함께 소원산타되기 프로젝트를 진행했다.
GINI 사용자들이 SF T 시리즈의 마지막 버전인 T4 버전을 다운로드 받으면 매칭 펀드 형식으로 1인당 100원씩 현대엠엔소프트가 기부금을 마련 저소득층 어린이들을 위해 기부하는 행사로써,
이벤트 기간인 18일 동안 10만 명 이상의 고객들이 업데이트를 받았으며, 어린이재단에 1천 만원을 기부해, 아이들의 소원을 들어주는 소원산타로 활동했다.
2007년 6월 현충원 안장자 찾기 지도 검색 및 안내 서비스 제공: 국립대전현충원을 찾는 유가족 및 참배객에게 현충원 안장자 찾기 지도 서비스를 제공했다.
약 100만평에 이르는 방대한 대지에 8만 여명이 안장되어 있는 현충원 내 모든 안장자와 지리정보를 약 6개월간 DB화하였으며,
지도검색 및 내비게이션 안내 서비스를 제공해서 안장자의 성명과 묘비번호로 묘역 위치를 찾아갈 수 있도록 했다.
국립대전현충원 홈페이지와 현대엠엔소프트 인터넷지리정보 포털사이트인 웨얼이즈(現 서비스 종료)를 통해 길 안내 및 지도출력이 가능하며,
내비게이션 MAPPY와 GINI에 연계해서도 안내가 가능해 현충원을 찾는 유가족과 참배객들에게 많은 도움이 된 바 있다.
2007년 6월 로드킬 방지 안내 서비스 제공: 내비게이션 소프트웨어 MAPPY와 GINI를 통해 찻길 동물사고(Road Kill) 방지를 위한 야생동물 출현 주의 구간을 안내하고 있다.
우리나라에서는 매년 천연기념물과 같은 희귀 야생동물을 포함해 수천마리의 야생동물이 로드킬을 당하고 있다.
로드킬 방지 안내는 야생동물뿐만 아니라 동물과의 충돌이나 사체를 피하기 위해 급격하게 차선변경이나 급정차 등으로 위험에 처할 수 있는 운전자 및 동승자의 안전까지도 보호할 수 있다.
현재 이 서비스는 충남, 충북, 경북, 지역 및 전국 고속도로에서 제공되며 향후 전국적으로 확대 실시할 예정이다.
2007년 7월 북한지도 서비스 및 북한 돕기 이벤트: 웨얼이즈(현재 서비스 종료)에 북한 지도서비스를 오픈 했다. 국내 최초로 선보인 북한 디지털지도는 1:250,000 수치지도를 기본으로 구축됐으며 북한 지역 내 주요 지형지물 및	행정계 표시용 주기 약 1만 여건을 제공하고 있다.  북한맵 오픈과 함께 현대엠엔소프트는 지난 2007년 7월 24일부터 동년 8월 31일까지 39일간 북한돕기 이벤트를 진행했다. 웨얼이즈 사용자들이 인터넷 북한 지도상에서 자신이 기부하고 싶은 지역을 선택하면 1일 1회 500원의 기부금이 적립되는 형식으로 진행된 이번 이벤트에는 약 950여명이 참여해 비영리 NGO인 굿네이버스에 500만원을 기부했다.

## 연역
| 1998. 12 - ㈜만도맵앤소프트 설립 1999. 01 - 부설 '만도 ITS 연구소' 설립 2002. 11 - 국내최초 Telematics Navigation (PDA용) 'SpeedNavi' 출시 - 유상증자실시 (7배할증 발행, 자본금: 172백만원증가, 주식발행초과금: 1,034백만원증가) 2003. 01 - 국내 최초 텔레매틱스 서비스 'SpeedNavi' 실시 2004. 06 - 정보통신부 교통정보통합센터(TELIC)용 표준수치지도로 선정 2004. 07 - 내비게이션 SW 'SpeedNavi GiNi' 출시 2009. 05 - 3D 내비게이션 '지니3D' 출시 2009. 06 - AP 시스템과 맵피 브랜드 라이센싱 사업 전개 2010. 01 - 해외향 내비게이션SW '스피드나비' 스마트폰용 버전 출시 - 엠앤소프트 본사 이전 2011. 04 - 현대엠엔소프트㈜ (HYUNDAI MNSOFT, Inc.)로 사명(社名) 변경 2012. 06 - 통합웹사이트 오픈 - 개안수술 지원 사회공헌활동 Lovemeter캠페인 진행 2012. 09 - 현대엠엔소프트 유럽 사무소 개소 - 소프트맨 페이스북 오픈 2013 - 현대자동차그룹 순정 내비게이션 소프트웨어 개발 및 공급 2014 - 모바일 내비게이션 '맵피' 서비스 시작 - 소프트웨어 개발 능력 성숙도 모델 'CMMI 레벨3' 인증 획등 2015 - 정보보호경영시스템 ISO27001 국제인증 획득 - 현대엠엔소프트-한국교통연구원 국가교통 DB 구축 MOU 체결 - 내비게이션 소프트웨어 '지니 NEXT' 출시 2015. 08 - 현대엠엔소프트-네이버 전략적 제휴 체결 2016. 01 - 하드웨어 사업, 모바일어플라이언스㈜로 양도 2018. 11 - 고정밀지도(HD맵)구축용 드론 개발 완료 - 영상인식 기반 운전자 및 차량 안전 기업 ‘네트라다인(Netradyne)’ MOU체결 2019 - 전국 자동차 전용도로 정밀지도(HDMap) 16,000km 구축 - 국토교통부 '정밀지도 공동구축 및 갱신' MOU 체결 - 글로벌 지도 업체 '히어'와 HDMap MOU 체결 - 지도 데이터 플랫폼 '플레이 맵' 런칭 2021 - 현대오토에버, 현대오트론, 현대엠엔소프트 3사 합병 |